# Liv (namn)
Kvinnonamnet Liv är ett nordiskt namn. Namnet härstammar från det fornnordiska ordet hlíf med betydelsen värn eller skydd och som fortfarande står för detta i isländskan. Liv förknippas oftast med ordet liv vilket också är riktigt. I den nordiska mytologin var Liv kvinnan som överlevde ragnarök.
För 25 år sedan var namnet mycket ovanligt i Sverige, men har sedan dess ökat i popularitet.
Under 2016 fick 288 flickor namnet. 20 september 2022 fanns det 9 595 personer med namnet Liv i Sverige. 
Namnsdag i Sverige: 12 april, (1986-1992: 2 oktober, 1993-2000: 15 januari). I den finlandssvenska namnsdagslängden har Liv namnsdag 29 maj sedan 2015.

## Personer med namnet Liv
- Liv Alsterlund, svensk skådespelare
- Liv Kristine Espenæs, norsk sångerska, metalmusiker
- Liv Hornekær, dansk fysiker
- Liv Køltzow, norsk författare
- Liv Grete Poirée, norsk skidskytt
- Liv Strömquist, svensk serietecknare och satiriker
- Liv Tyler, amerikansk skådespelerska
- Liv Ullmann, norsk skådespelerska, regissör
- Liv Wollin, svensk f.d. golfspelare